# Jozef Milko
Jozef Milko (* 14. listopadu 1945 Štítnik) je slovenský učitel, bývalý fotbalista a trenér. Od roku 2000 se věnuje atletice. Sestavil brožuru k 90. výročí kopané ve Štítniku.

## Hráčská kariéra
V československé lize hrál za Tatran Prešov, aniž by skóroval. Ve středu 1. června 1966 odehrál na Julisce odvetný zápas finále Československého poháru proti domácí Dukle Praha (prohra 0:4). Za druholigový Prešov odehrál obě utkání proti Bayernu Mnichov v Poháru vítězů pohárů v sezoně 1966/67.
Začínal v rodném Štítniku, dále hrál v Rožňavě, odkud přestoupil do Prešova. Poté se do Rožňavy vrátil, později nastupoval také v Kežmarku, Jelšavě a Kunově Teplici.

### Prvoligová bilance
| Ročník             | Zápasy | Góly | Minuty | Klub             |
| ------------------ | ------ | ---- | ------ | ---------------- |
| I. liga 1965/66    | 6      | 0    | 540    | TJ Tatran Prešov |
| CELKEM I. ČS. LIGA | 6      | 0    | 540    |                  |

## Trenérská kariéra
Po skončení hráčské kariéry se stal trenérem. Vedl mj. Štítnik či Kunovu Teplici.